# Emanuel Lipowski
Emanuel Lipowski, Emanuel Lipowski z Lipovic, baron Emanuel Lipowski von Lipovitz (ur. 30 listopada 1763 w Volfirovie na Morawach – zm. 27 marca 1827 w Krakowie) – austro-węgierski dyplomata i urzędnik konsularny.
Posiadał tytuł radcy Gubernium Galicji (Gubernialrath). Pełnił funkcję starosty (Kreishauptmann) cyrkułu w Myślenicach (-1818) oraz ministra-rezydenta i konsula generalnego Austro-Węgier w Krakowie (1818-1827).